# Jahangir
Jahangir (sovrannome regale di Nur al din Salim, che significa "che conquista il mondo"; nome completo Al-Sultan al-'Azam wal Khaqan al-Mukarram, Khushru-i-Giti Panah, Abu'l-Fath Nur-ud-din Muhammad Salim Jahan-ghir Padshah Ghazi, in urdu: سلیم جهانگیر نورالدین, in persiano: نورالدین سلیم جهانگی, in hindi: नूरुद्दीन सलीम जहांगीर) (Fatehpur Sikri, 31 agosto 1569 – Rajouri, 28 ottobre 1627) è stato Gran Mogol dal 1605 fino alla sua morte, ed è considerato uno dei più grandi imperatori indiani di tutti i tempi. Suo successore fu Shah Jahan.

## Biografia
Figlio dell'imperatore moghul Akbar e della principessa Rajput Mariam-uz-Zamani, il giovane fu chiamato Salim, in onore di Sheikh Salim Chishti: si trattava del mistico che ne aveva predetto la nascita, nel cui eremo Akbar per gratitudine impiantò il suo palazzo di Fatehpur Sikri.
Nel 1600, quando Akbar si trovava lontano dalla capitale a causa di una spedizione militare, Salim tentò di conquistare il potere e si dichiarò imperatore. Akbar dovette rientrare nella sua capitale e ristabilire l'ordine, ma non prese nessun grave provvedimento contro Salim, anche se prese in considerazione la possibilità di nominare suo erede il principe Khusrau Mirza, suo figlio minore e fratellastro di Selim. Questi, invece, alla fine gli sarebbe succeduto, ma al termine della sua vita si sarebbe trovato a fronteggiare la medesima situazione a parti invertite, con il figlio Shah Jahan.

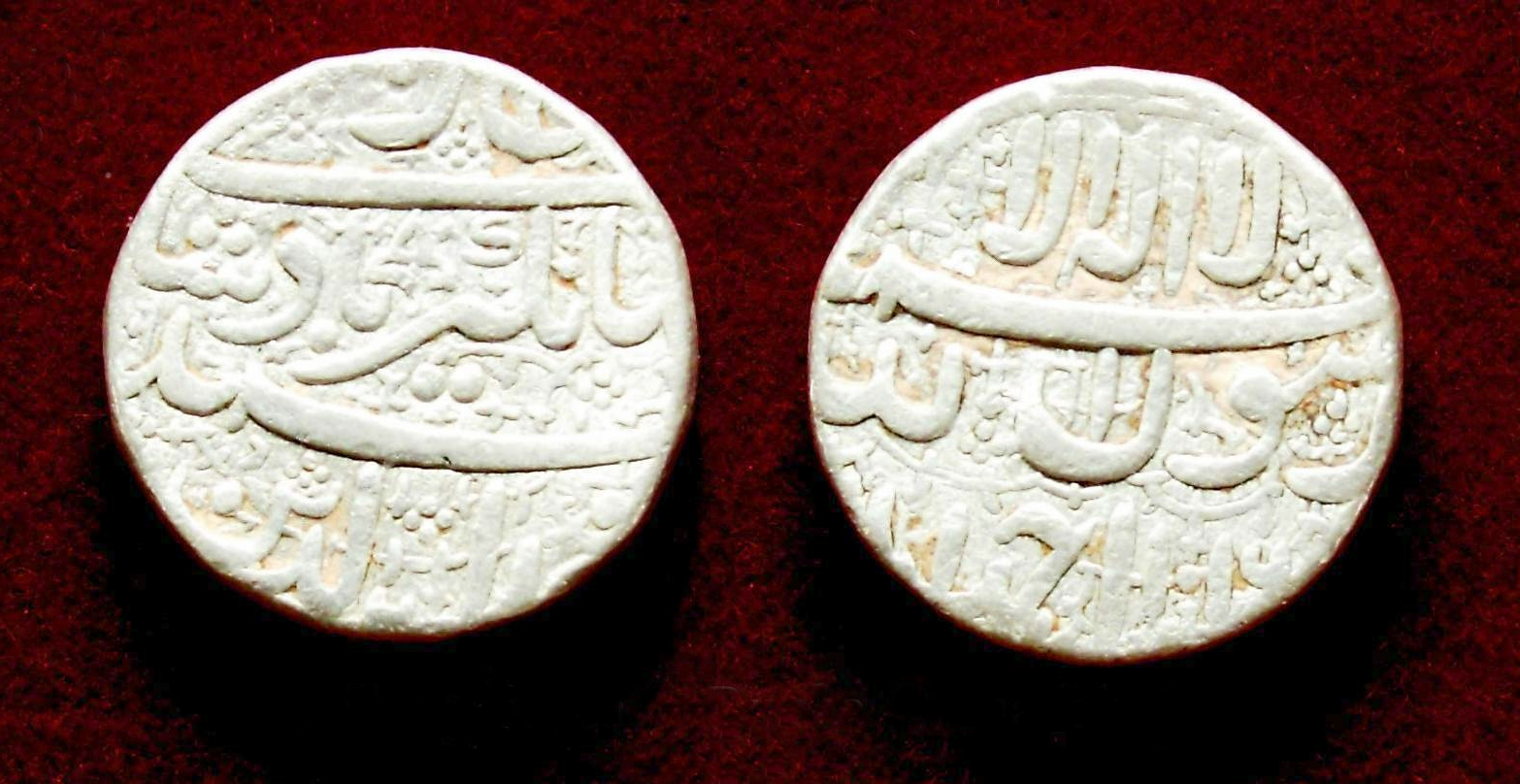
Una rupia d'argento di Jahan-ghir, coniata dalla zecca di Ahmedabad.

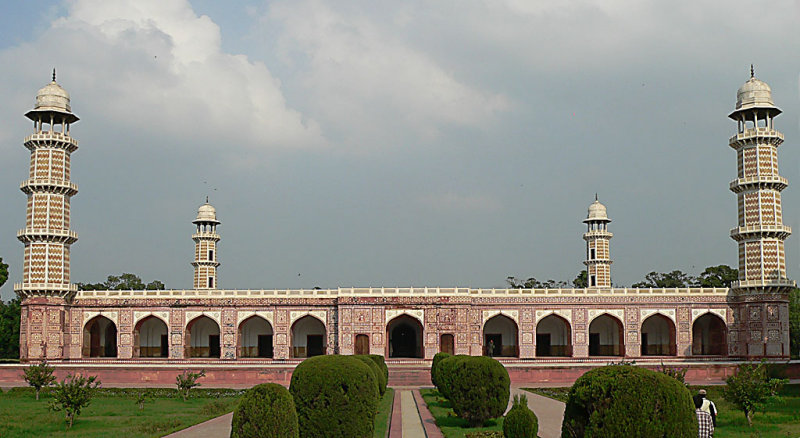
Mausoleo di Jahan-ghir a Shahdara, nei pressi di Lahore, attuale Pakistan.

## Famiglia

### Consorti
Jahangir aveva almeno venti consorti: 
- Manbhawati Bai Shah Begum (1570 - 1605), sposata nel 1585. Era sua cugina materna, figlia di Raja Bhagwant Das di Amer, e i due furono promessi fin da bambini. Fu la consorte principale di Jahangir durante i suoi anni da principe e la madre del suo figlio maggiore, ed era esaltata come modello di bellezza, grazia e castità. Morì suicida poco prima della salita al trono del marito;
- Manavati Bai Jagat Gosain (1573 - 1619), sposata nel 1586, nota anche con il nome postumo di Bilqis Makani. Era la madre di Khurram Mirza, che divenne imperatore col nome di Shah Jahan;
- Kunwari Sujas Deiji, sposata il 26 giugno 1586. Era figlia di Raja Rai Singh, dei Rathore di Bikaner;
- Malika Shikar Begum, sposata nel luglio 1586. Era figlia di Abu Sa'id Khan Chagatai;
- Sahib Jamal Begum (morta nel 1599), sposata nel 1586. Era figlia di Khwaja Hasan di Herat e cugina di Zain Khan Koka;
- Malika Jahan (morta dopo il 1627), sposata nel 1587. Era figlia di Rawal Bhim Singh di Jaisalmer, figlio di Rawal Harraj, dei Rajput di Bhati. Il suo nome di nascita è ignoto, mentre il suo nome da sposata vuol dire "regina del mondo". Suo padre era un fedele alleato dell'imperatore Akbar, che aveva preso come consorte sua sorella Nathi Bai. Altri zii di Malika erano i Raja Kalyan Mal, Bhakar e Sultan, ed era inoltre la sorella di Rawal Bhim, che successe a suo padre nel 1578, e la zia di Nathu Singh, successo nel 1616 e ucciso a tradimento due mesi dopo, e di Kalyan Mal, che prese il posto del fratello maggiore. Il matrimonio era quindi un modo per rinsaldare l'alleanza fra le due dinastie;
- Figlia di Raja Darya Malbhas, sposata nel 1587;
- Zohra Begum, sposata nel 1590. Era figlia di Mirza Sanjar Hazara;
- Kunwari Karamsi Baisata nel 1590. Era figlia di Rao Keshav Das di Merta, Rajput di Rathore e imparentato con la dinastia Marwar;
- Kanwal Rani, sposata l'11 gennaio 1592. Era figlia di Ali Sher Khan e Gul Khatun;
- Nurunnissa Begum (1570 - dopo il 1627), sposata nel febbraio 1592. Era di sangue Moghul, essendo nipote del principe Kamran Mirza. Suo fratello Muzaffar Husain Mirza sposò Shahzadi Khanum, sorellastra dello stesso Jahangir;
- Figlia di Shah Husain Chak di Kashmir, sposata nell'ottobre 1592;
- Figlia di Ali Khan Faruqi, Raja di Khandesh, sposata nel settembre 1593;
- Figlia di Abdullah Khan Baluch di Sindh, sposata nel settembre 1593;
- Khas Mahal, sposata il 18 giugno 1596, nel palazzo di Hamida Banu. Figlia di Zain Khan Koka, Subadar di Kabul e Lahore, figlio di Khawajah Maqsud di Herat e Pija Jan Anga, una delle balie di Akbar. I suoi fratelli erano Zafar e Mughal Khan, che morirono entrambi servendo la dinastia Moghul, rispettivamente il 7 marzo 1622 e il 1° giugno 1657, mentre sua sorella era sposata con Mirza Anwar, figlio di Mirza Aziz Koka. Il matrimonio fu inizialmente vietato da Akbar perché strettamente imparentata con un'altra delle consorti di Jahangir, Sahib Jamal, cugina di suo padre Zain Khan. Alla fine, il matrimonio fu autorizzato e Khas Mahal divenne una delle sue consorti favorite, ricevendo il suo nome, che vuol dire "squisita del palazzo": secondo William Hawkins, rappresentante a corte della Compagnia delle Indie Orientali, nel 1612 Khas Mahal era la terza consorte per rango dietro Saliha Banu e Nur Jahan;
- Saliha Banu Begum (morta nel 1620), sposata nel 1608. Figlia di Qasim Khan, fu la consorte principale, nonché Padshah Begum, fino alla sua morte, a cui seguì l'ascesa di Nur Jahan;
- Kunwari Koka Kumari, sposata il 17 giugno 1608 nel palazzo di Mariam-uz-Zamani. Era figlia di Jagat Singh, dei Rajput di Kachwaha, nipote di Man Singh I;
- Figlia di Raja Ramchandra Bundela di Orcha, sposata l'11 gennaio 1610;
- Kabuli Begum. Era sua cugina paterna come figlia di Hakim Mirza, e dal 1607 era vedova di Shahrukh Mirza, il quale era stato sposato contemporaneamente anche con la sorella di Jahangir, Shakrunnissa;
- Mehrunnissa Nur Jahan (1577 - 1645), sposata nel 1611. Ultima consorte di Jahangir, fu in assoluto la più amata e influente fra tutte loro.

### Figli
Jahangir aveva almeno cinque figli: 
- Khusrau Mirza (1587 - 1622) - con Shah Begum. Contese il trono a suo padre, ma fu da lui sconfitto, accecato e imprigionato. Fu poi fatto uccidere con un pretesto dal suo fratellastro Khurram;
- Parviz Mirza (1589 - 1626) - con Sahib Jamal Begum. Era considerato di carattere debole e per questo un candidato al trono non credibile;
- Khurram Mirza (1592 - 1666) - con Jagat Gosain. Divenne imperatore col nome di Shah Jahan.
- Jahandar Mirza (nato nel 1605) - con una concubina ignota. Presumibilmente morto bambino.
- Shahryar Mirza (1605 - 1628) - con una concubina ignota. Alla morte del padre cercò di reclamare il trono per sé, ma fu sconfitto e giustiziato dal fratellastro Khurram.

### Figlie
Jahangir aveva almeno dieci figlie, di cui solo due raggiunsero l'età adulta:  
- Sultanunnissa Nithar Begum (25 aprile 1586 - 5 settembre 1646) - con Shah Begum. Nacque nel Kashmir, mentre i suoi genitori erano in viaggio verso il palazzo imperiale di Fatehpur Sikri. Come primogenita dell'erede al trono, la sua nascita fu celebrata per diversi giorni nel palazzo di sua nonna Mariam-uz-Zamani. Morì nubile e venne sepolta nel mausoleo di Akbar, nonostante durante la sua vita si fosse fatta costruire una tomba a Khusrau Bagh.
- Iffat Banu Begum (nata il 6 aprile 1589) - con Malika Shikar Begum. Morta bambina;
- Daulatunnissa Begum (nata il 24 dicembre 1589) - con la figlia di Darya Malbhas. Morta bambina;
- Bahar Banu Begum (9 ottobre 1590 - 8 settembre 1653) - con Karamsi Bai. Nacque a Lahore. Nel 1625, venne data in moglie a suo cugino Tahmuras Mirza, figlio di Daniyal Mirza, e rimase vedova il 23 gennaio 1628, quando suo marito venne giustiziato per aver sostenuto Shahryar contro Khurram  Bahar Banu morì ad Agra e venne sepolta nella tomba di sua nonna Mariam-uz-Zamani.
- Begum Sultan Begum (Lahore, 9 ottobre 1590 - settembre 1591) - con Jagat Gosain. Morta infante.
- Figlia (nata il 21 gennaio 1591) - con Sahib Jamal Begum. Nacque dopo un travaglio di otto ore e mezza, apparentemente sana, ma morì prima che il nonno Akbar potesse nominarla;
- Figlia (nata il 14 ottobre 1594) - con Sahib Jamal Begum. Morta prima di poter ricevere un nome;
- Figlia (nata nel gennaio 1595) - con la figlia di Abdullah Khan Baluch. Morta prima di poter ricevere un nome;
- Figlia (nata il 28 agosto 1595) - con Nurunnissa Begum. Morta prima di poter ricevere un nome;
- Luzzatunnissa Begum (Kashmir, 23 settembre 1597 - Allahabad, 1603) - con Jagat Gosain. Anche nota come Lizzatunnissa Begum. Nacque mentre i suoi genitori erano in viaggio verso Lahore, in visita all'imperatore Akbar, nonno paterno della nascitura. Morì infante durante la ribellione di suo padre contro lo stesso Akbar, forse a causa delle privazioni subite durante la campagna.

## Curiosità
È stato scoperto che il sovrano possedeva, tra le sue armi personali, un particolare pugnale forgiato attingendo anche a ferro meteorico, ricavato da una meteorite di cui Jahangir testimoniò l'impatto nel suo libro di memorie intitolato Jahangirnama, in cui dà anche prova di curiosità verso i fenomeni naturali.